# 로배권
로배권(盧培權, ? ~ )은 조선민주주의인민공화국의 정치인이다. 황해남도 당위원회 책임비서 겸 조선로동당 중앙위원회 정치국 위원, 최고인민회의 제12기 대의원이다.

## 경력
1989년 12월 강원도 문천군 당위원회 책임비서 겸 인민위원장을 역임한 후, 1998년 9월 황해북도 당위원회 책임비서 겸 인민위원장에 임명되었다. 2006년 4월 황북도당 책임비서에서 해임되었으나 이듬해인 2007년 3월 조선로동당 중앙위원회 부부장에 임명되었다. 2010년 6월이후 황해남도 당위원회 책임비서를 맡고 있다. 2010년 9월, 조선로동당 중앙위원회 위원에 선임되었다.
2012년 7월, 황남도당 책임비서에서 해임당했으며, 이는 황해남도 지역에서 아사자가 발생한 것과 관련된 것으로 추정되고 있다.

## 최고인민회의 대의원
1998년 최고인민회의 제10기 대의원, 2003년 제11기 대의원을 연이어 지냈다. 2009년 4월이후 제12기 대의원으로 있다.

## 수훈
2002년 3월 김일성훈장을 받았다.

## 기타
2005년 연형묵, 2010년 11월 조명록, 2011년 김정일 사망 당시에 국가 장의위원회 위원을 맡았다.